# بخش لئاندرو ان آلم
بخش لئاندرو ان آلم (به اسپانیایی: Departamento Leandro N. Alem) یک منطقهٔ مسکونی در آرژانتین است که در استان میسیونس واقع شده‌است.